# Бжустовець
Бжустовець (пол. Brzustowiec) — село в Польщі, у гміні Джевиця Опочинського повіту Лодзинського воєводства.
Населення — 754 особи (2011).
У 1975-1998 роках село належало до Радомського воєводства.

## Демографія
Демографічна структура станом на 31 березня 2011 року:
|          | Загалом | Допрацездатний вік | Працездатний вік | Постпрацездатний вік |
| -------- | ------- | ------------------ | ---------------- | -------------------- |
| Чоловіки | 361     | 67                 | 248              | 46                   |
| Жінки    | 393     | 92                 | 190              | 111                  |
| Разом    | 754     | 159                | 438              | 157                  |